# Конная статуя короля Жозе I
Конная статуя короля Жозе I (порт. Estátua equestre de D. José I) — бронзовая конная статуя, расположенная на Торговой площади в Лиссабоне. Она была спроектирована скульптором Жоакимом Машаду де Каштру в честь короля Жозе I, известного как «Реформатор». Это первая конная статуя, созданная в Португалии, а также первый скульптурный памятник на дорогах общего пользования, посвящённый живому человеку. Это также была первая статуя такого размера, отлитая с помощью одной струи не только в Португалии, но и в мире.

## История
Статуя является результатом проекта реконструкции Лиссабона, после землетрясения 1755 года. Проект новой Торговой площади, которая тогда должна была располагаться на руинах внутреннего двора дворца Рибейра, был выполнен архитектором Эужениу душ Сантушем. В центре площади должен был стоять памятник в честь короля Жозе I, фундамент для постамента статуи был сразу же заложен, однако смерть Эужениу душ Сантуша в 1760 году остановила работы. Завершение работы над королевской статуей было поручено Жоакиму Машаду де Каштру, который спроектировал статую на основе первоначальных исследований Эужениу душ Сантуша.
Отливка статуи стала новаторской в национальном скульптурном искусстве. Машаду душ Каштру руководил бригадный генерал Бартоломеу да Кошта, поскольку она включала адаптацию военных методов литья к скульптурному искусству. Отливка состоялась 15 октября 1774 года и стала одной из первых отливок статуи монументальных размеров, сделанной из цельного потока меди. На отливке присутствовало немного людей, и публичной демонстрации не было (в отличие от того, что произошло во время отливки, также из одного потока, конной статуи французского короля Людовика XV Эдме Бушардона, которая стояла на Королевской площади, пока не была сброшена в 1792 году во время Французской революции) — на мероприятии присутствовало только заинтересованные лица, такие как Мартинью ди Мелу-и-Каштру, морской министр. Работы по полировке бронзы были выполнены за 63 дня.
Одной из главных трудностей, с которыми столкнулся Машаду душ Каштру, был тот факт, что король отказался позировать статуе. Скульптору пришлось прибегнуть к другим изображениям короля, в частности, на королевских монетах, и он решил подчеркнуть шлем с перьями, чтобы отвлечь внимание от лица. Отливка состоялась 15 октября 1774 года и стала одной из первых отливок монументальной статуи, выполненной с помощью цельной медной отливки. 15 мая 1775 года Жозе I в сопровождении королевы Марианны Виктории Испанской отправился в Дом литейщиков (порт. Casa da Fundição), чтобы увидеть статую в процессе изготовления. Говорят, что королева прокомментировала: «Лицо фигуры отвратительно», тогда скульпторы объяснили Их Величествам, что это произошло из-за недостаточного освещения и того факта, что статуя ещё не утратила своего блеска. На следующий день Дом литейщиков открыл свои двери для всех «выдающиеся и цивилизованные люди», чтобы они могли увидеть её. Большие толпы приходили посмотреть на работу в течение четырёх дней, предшествовавших её открытию.

## Галерея

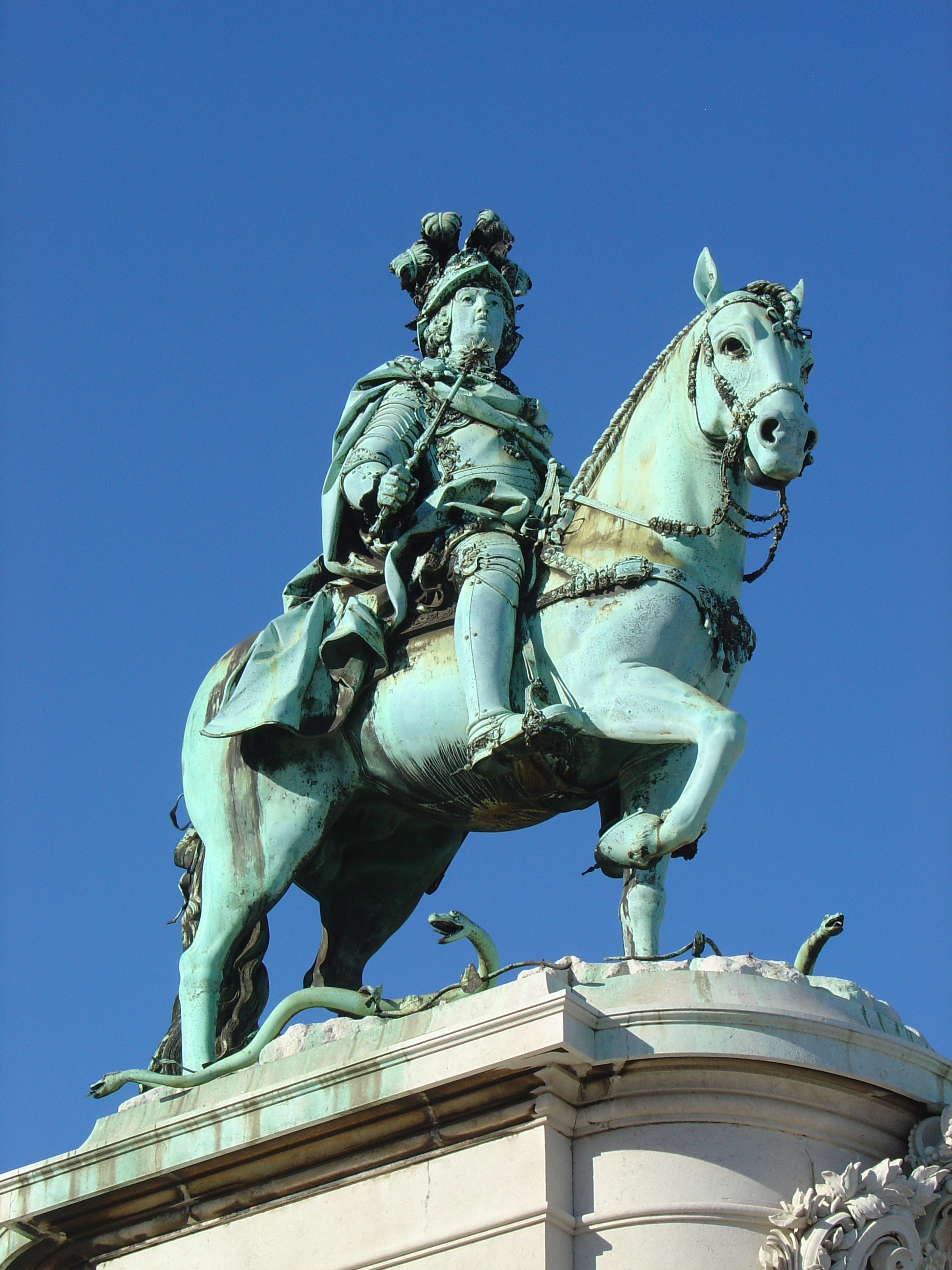
Конная статуя короля.
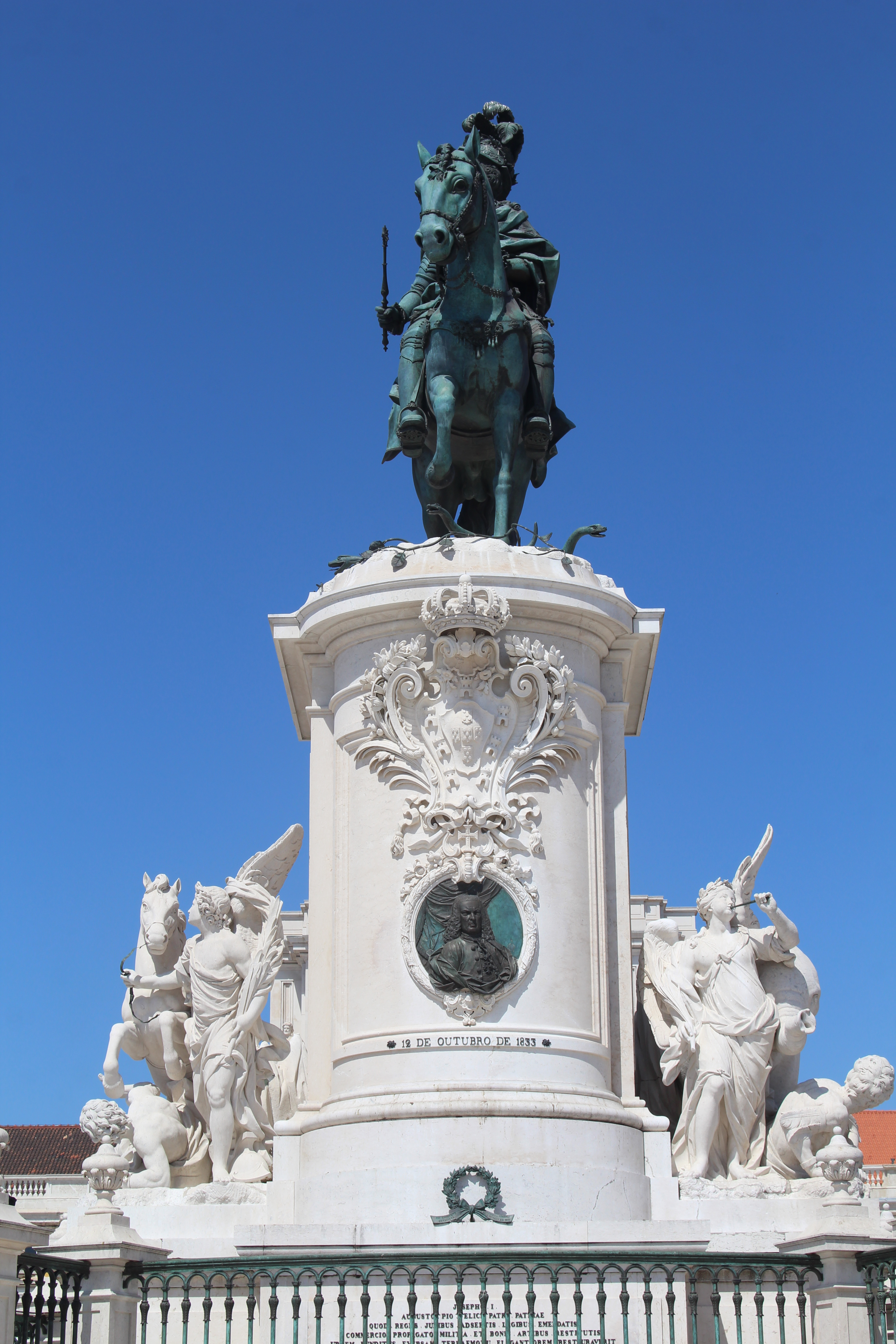
Вид на памятник спереди.
Картина «Суд Террейру-ду-Пасу, Лиссабон». Национальный музей карет, Жозе Сириако. Торговая площадь в 1794 году.
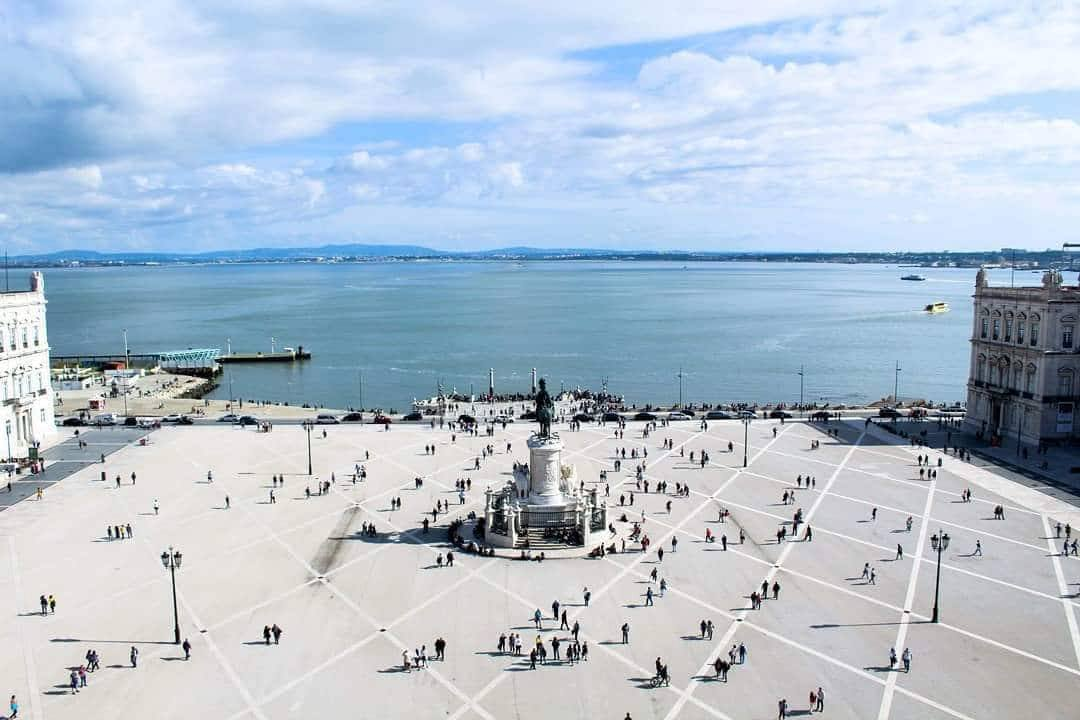
Памятник расположен лицом к Тахо.
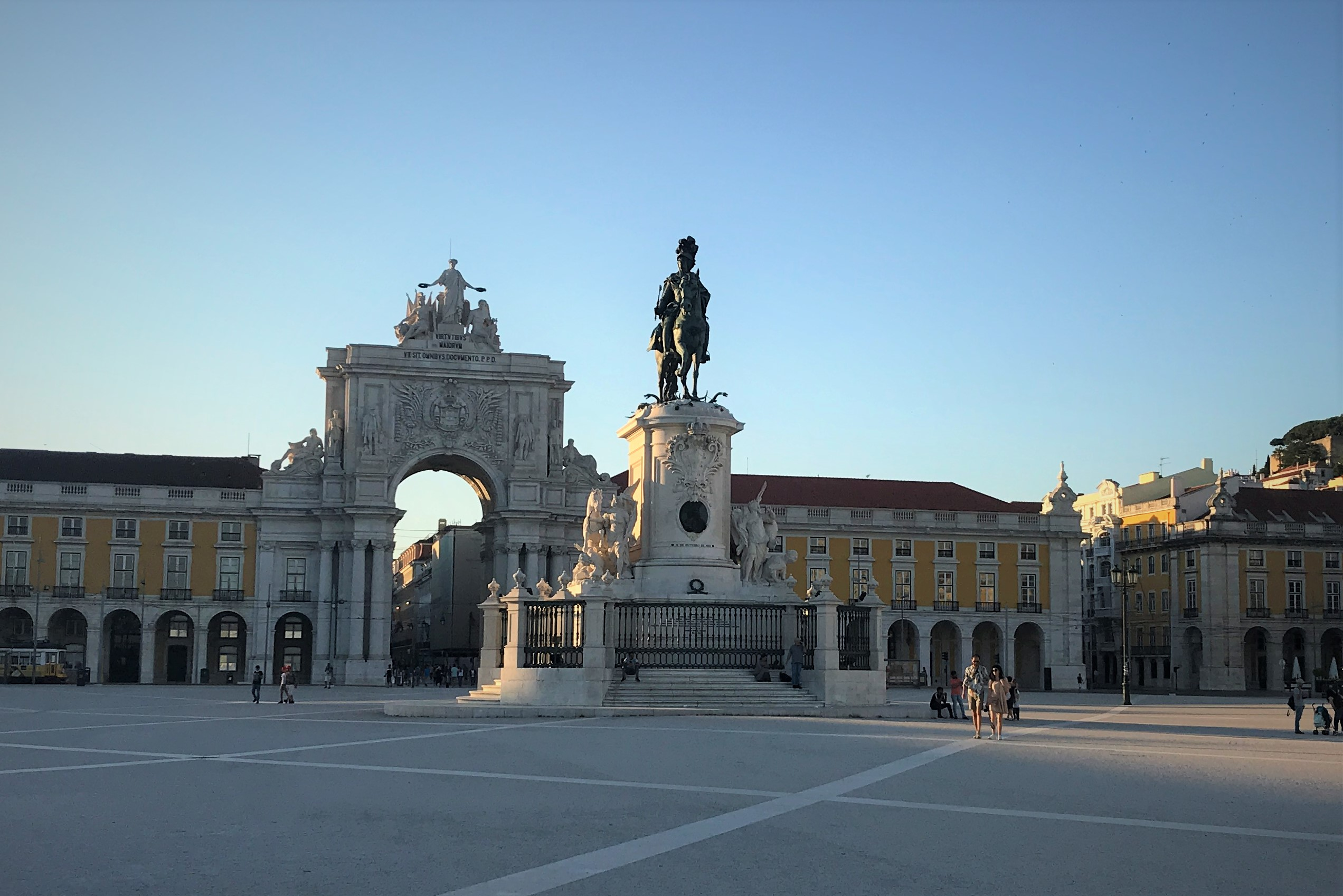
Статуя на фоне Триумфальной арки на руа Аугушта.
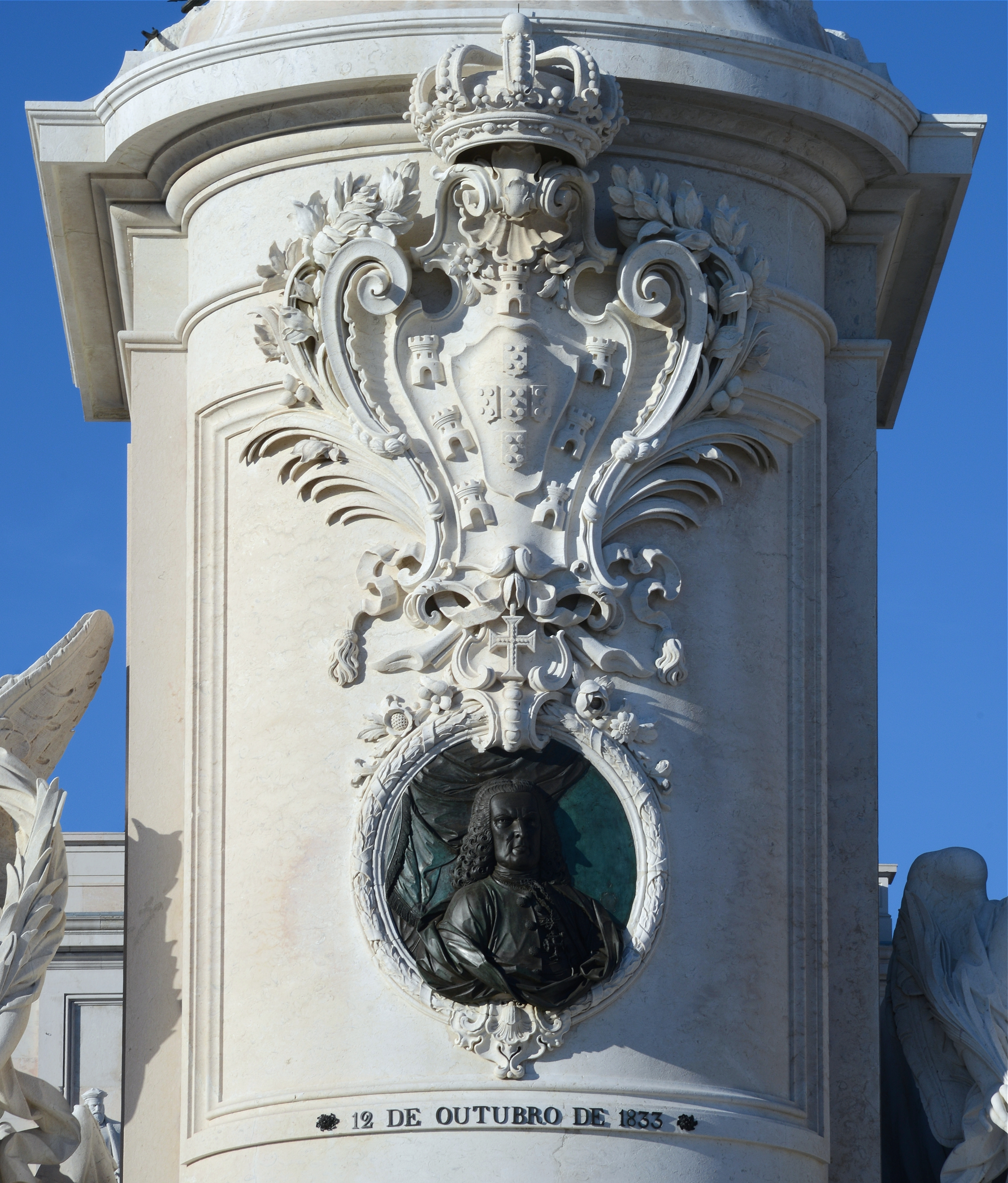
Королевский герб Португалии и скульптурный бюст в бронзовом медальоне с изображением маркиза де Помбала.
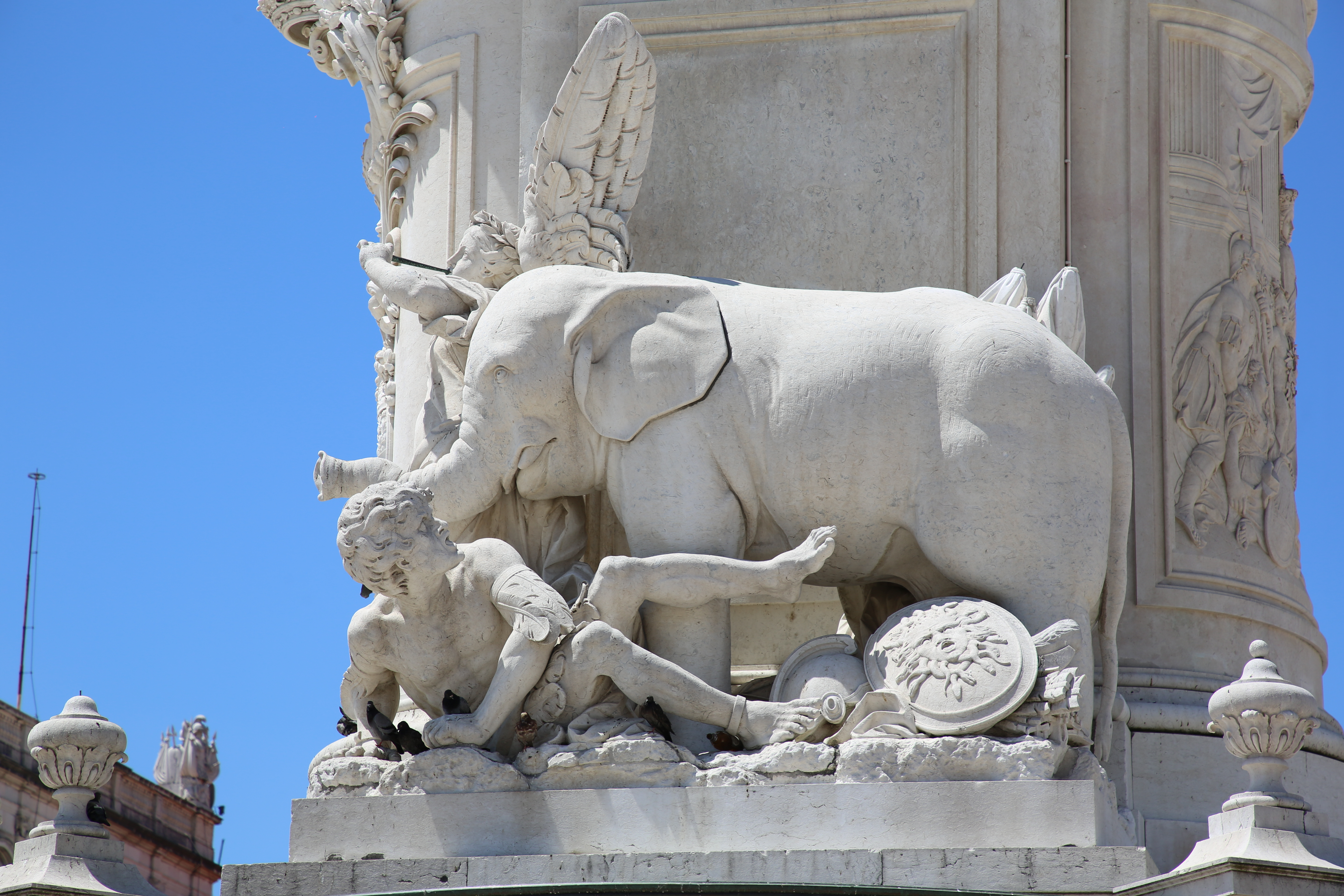
Левая сторона: аллегорическая фигура славы.
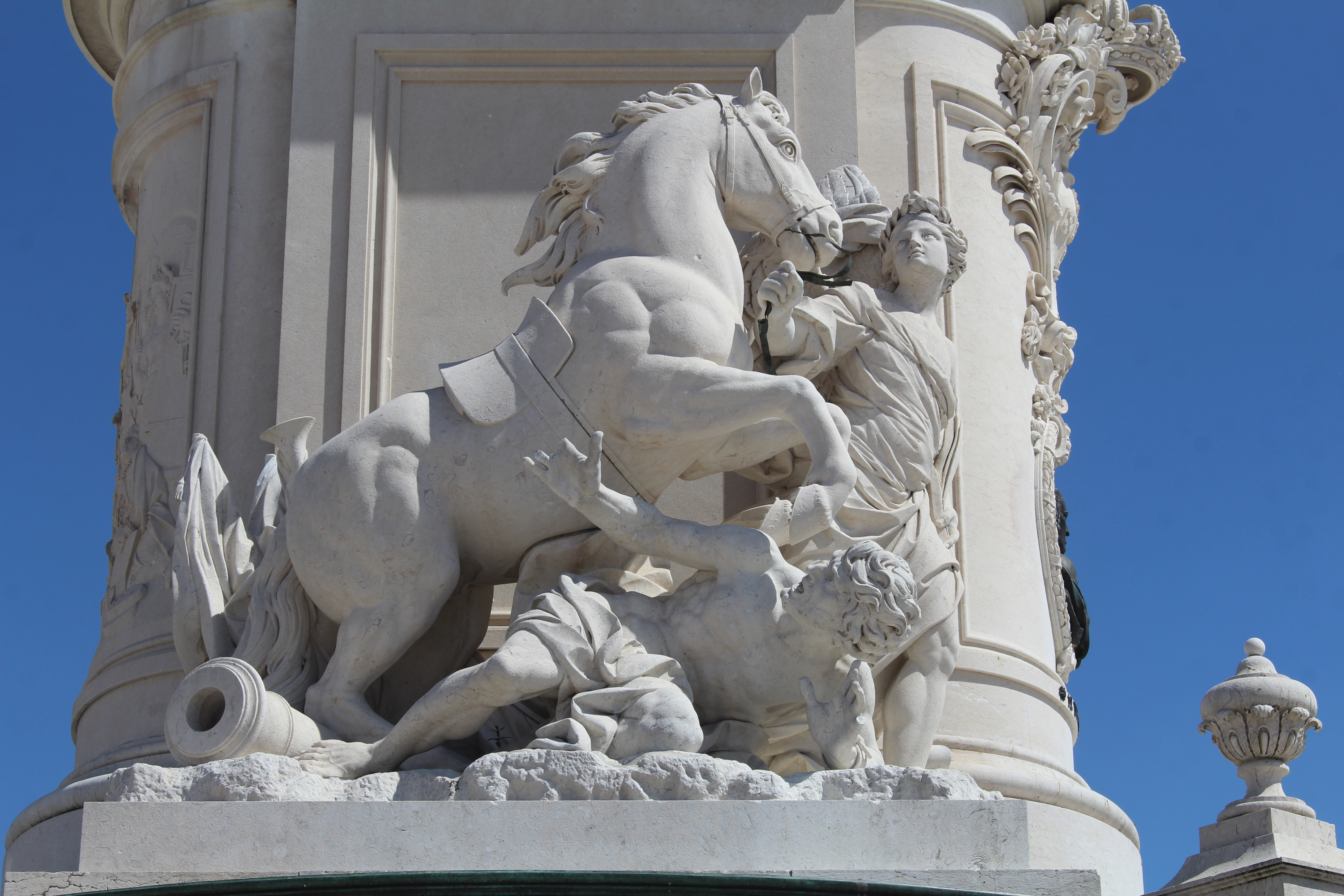
Правая сторона: аллегорическая фигура триумфа.